# Лахорская Ахмадийская община распространения ислама

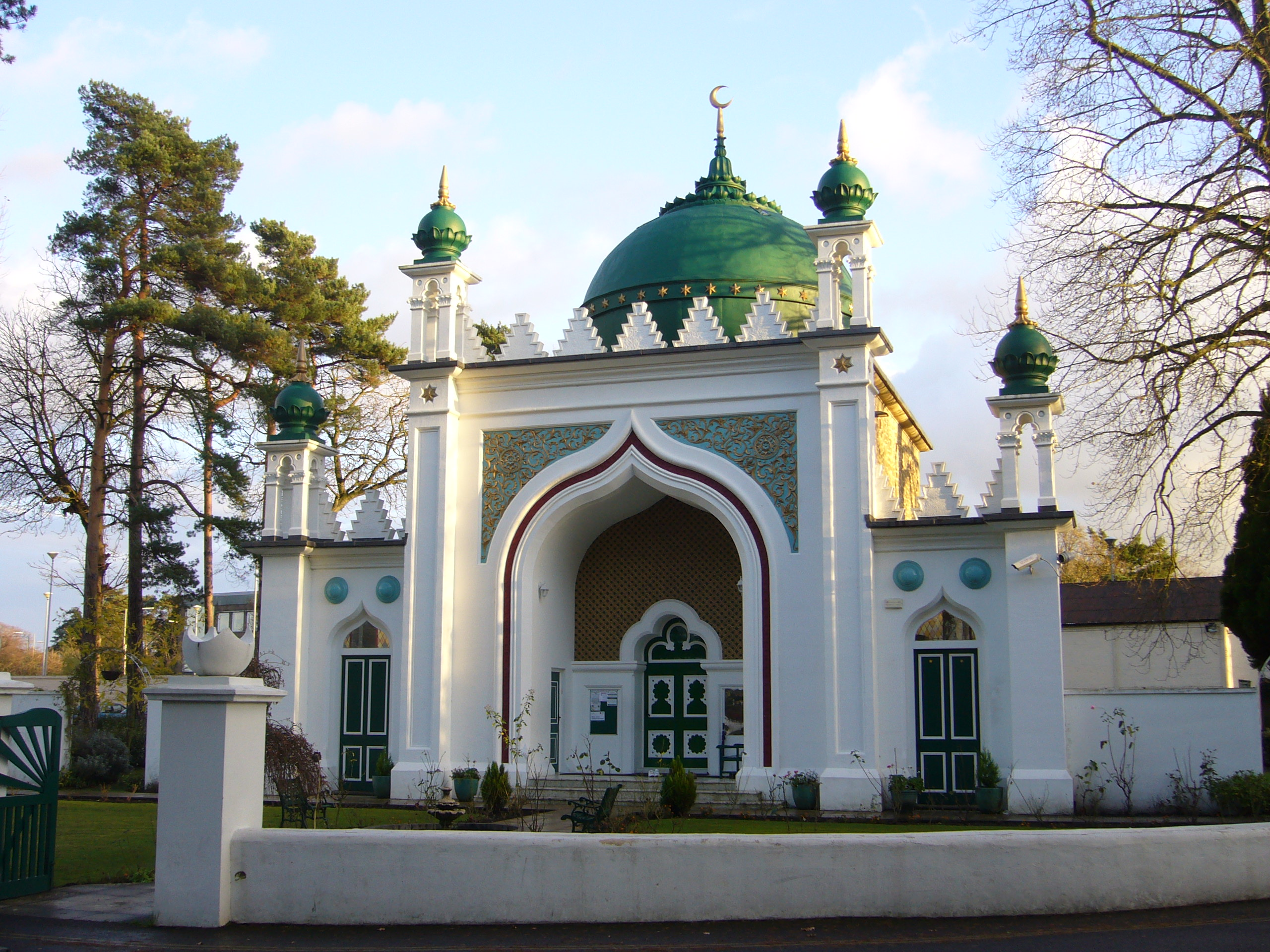
Мечеть «Шах Джахан» в Уокинге, принадлежала Лахорскому Ахмадийскому движению с 1913 до середины 1960 года.

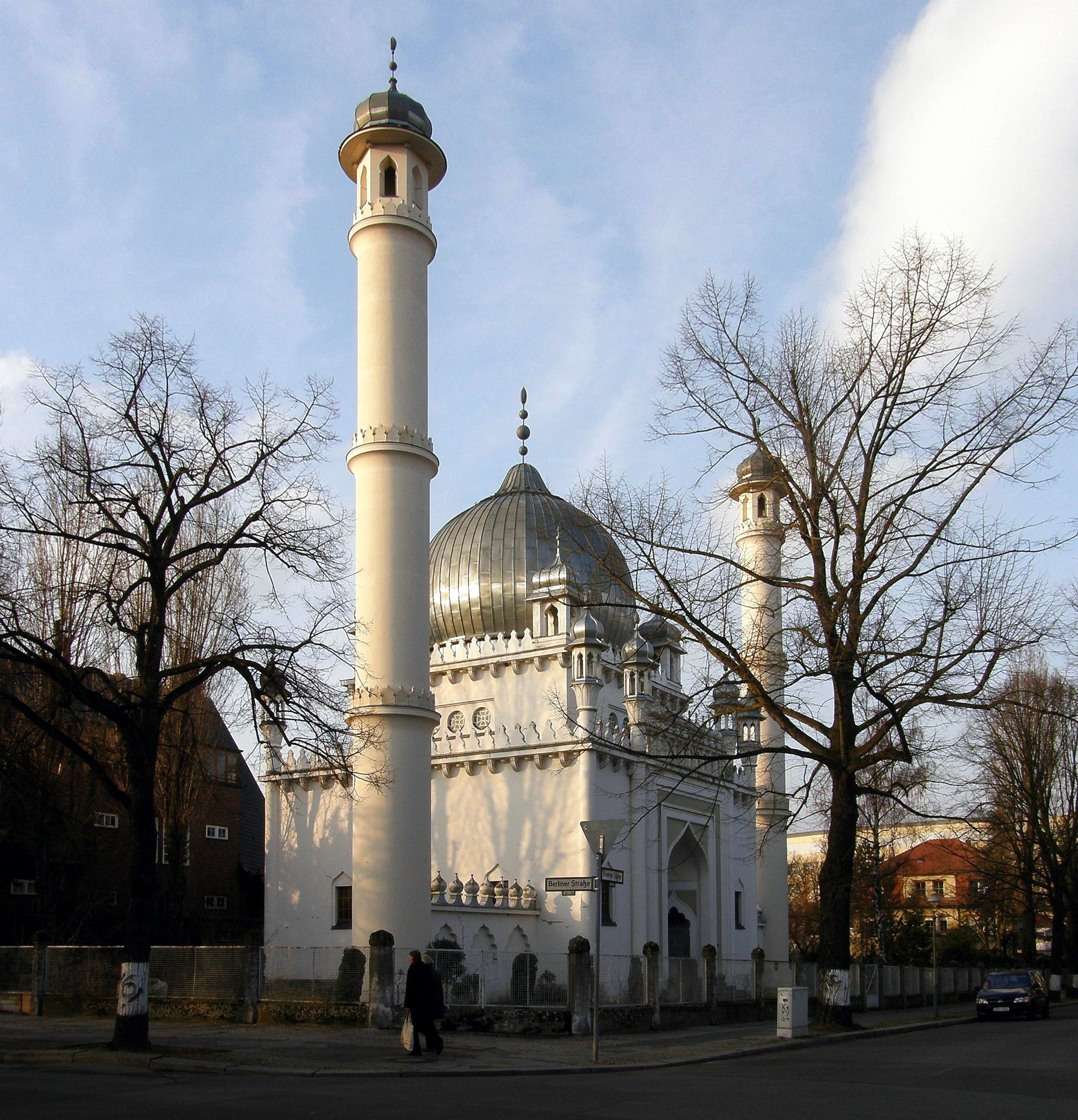
Мечеть в Берлине, 2008 год.

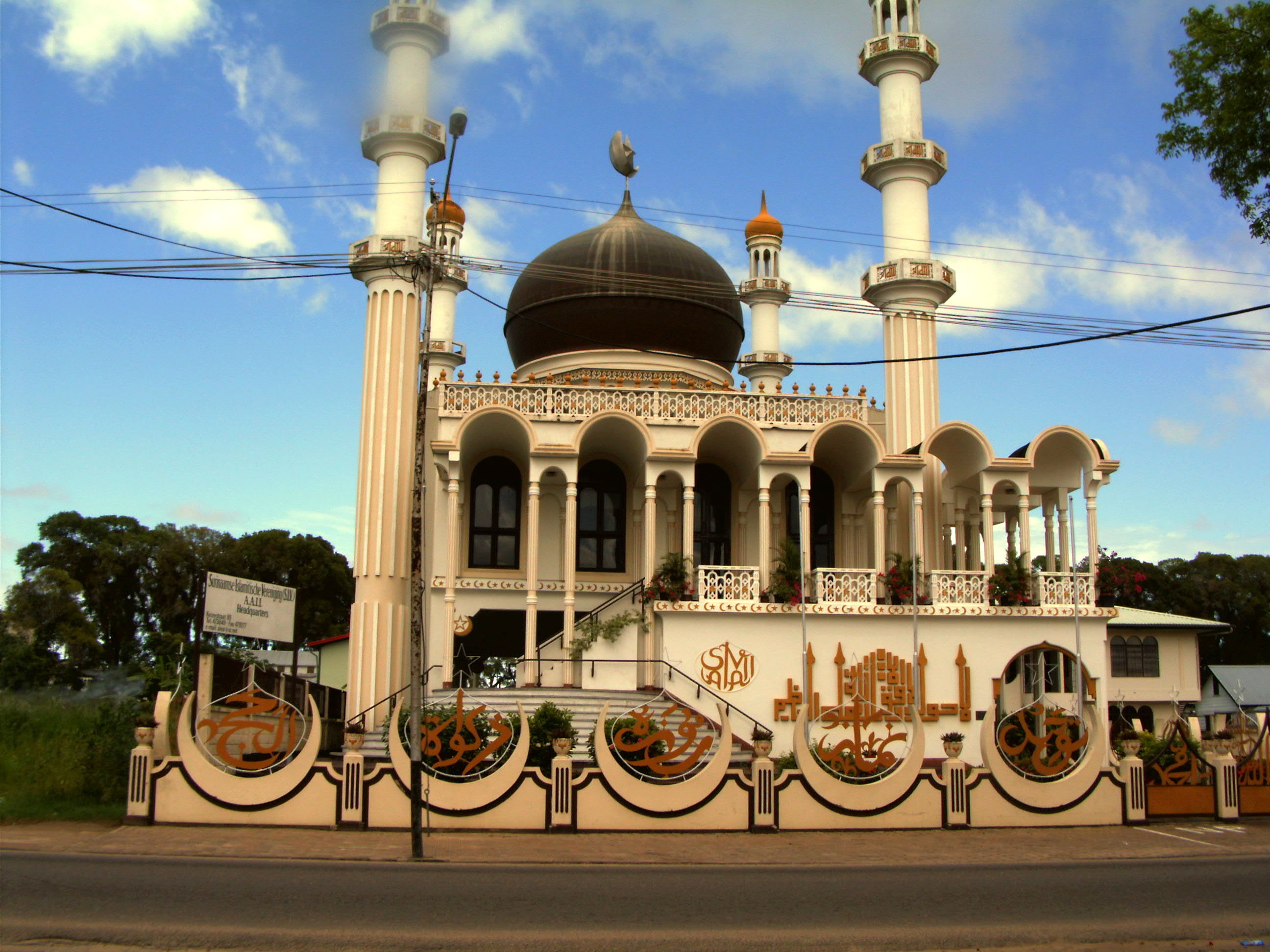
Мечеть «Кайзерстрат» в Суринаме.

Лахорская Ахмадийская община распространения ислама (урду احمدیہ انجمنِ اشاعتِ اسلام‎, Ахмадийа Анжуман Ишаат Ислам Лахор) — исламская община, также известная как Лахорская община, образовавшаяся в результате идеологических разногласий внутри Ахмадийской Мусульманской Общины после кончины в 1914 году Мауляны Хакима Нуруддина, первого Халифа и преемника основателя Ахмадийского движения в Исламе Мирзы Гулама Ахмада.

## История

### Раскол
Поводом для раскола стало обращение Мауляны Мухаммада Али, первого руководителя Лахорского движения Ахмадийя, в его английском буклете под названием «Раскол в Ахмадийском движении», опубликованном в 1918 году. Он писал:

Мирза Башируддин Махмуд Ахмад, сын основателя Ахмадийского движения, который ныне является главой отделения Ахмадийской Мусульманской Общины Кадиана, спустя три года после смерти Обетованного Мессии, стал отдаляться от основных принципов исламской веры. Он начал прямо заявлять о том, что сотни миллионов мусульман, живущих в мире, более не должны считаться мусульманами. Большое количество образованных членов сообщества, имели мужество выразить несогласие относительно ошибочных доктрин, которые им проповедовались. Они почувствовали обеспокоенность за всё сообщество. Тем не менее, после смерти Маульви Нуруддина, в обход общих консультаций по этому вопросу, некоторым людям удалось избрать Мирзу Махмуда главой Кадиана". После этого заявления, группа наиболее образованных и авторитетных людей в течение полутора месяцев, 2 мая 1914 года, организовали отдельное движение, получившее название «Ахмадийа Анжуман Ишаат Ислам». В настоящее время эта организация занимается распространением ислама.— Раскол в движении Ахмадийя. Предисловие.
Разногласия в Ахмадийской Мусульманской Общине возникли относительно проблемы возможности, согласно исламскому учению, прихода пророка после Мухаммада, как полагает община Кадиани. В свою очередь Лахорская община считает Мухаммада, последним пророком, после которого не должно было быть никакого пророка.

### Точка зрения Ахмадийской Мусульманской Общины
Большая часть мусульман — ахмади, принадлежащих к Ахмадийской Мусульманской Общине утверждают о том, что сам Мирза Гулам Ахмад получил откровение от Бога относительно будущего раскола в своей общине, и что это должно было коснуться его Обетованного сына. Мирза Гулам Ахмад, сказал:

Всевышний Аллах сообщил мне о том, что внутри моей общины произойдёт большой раскол. В итоге, люди, создающие интриги, и те, кто является рабом своих желаний, отойдут… Это будет время моего Обетованного сына (Мирза Башируддин Махмуд Ахмад). Бог постановил, что эти события будут связаны с ним… Так что обязательно признайте моего Обетованного сына.— Tadhkirah pg. 1066-1067
Мирза Башируддин Махмуд Ахмад, Второй Халиф Обетованного Мессии и рассматриваемый в качестве Обетованного сына, также написал много книг о расколе, в том числе книгу — «Правда, о расколе».

### Точка зрения Лахорского Движения Ахмадийя
Лахорское движение Ахмадийя считает, что Мирза Гулам Ахмад был Муджаддидом (реформатор) 14-го века по хиджре, а не пророком. Последователи этого движения утверждают, что Мирза Гулам Ахмад неоднократно писал о том, что использование терминов «Наби» и «Расул» в отношении него имело метафорический характер. Члены этого движения в разговорной речи часто упоминаются как ахмади из Лахора.
Многие мусульмане не считают членов Лахорского движения Ахмадийя мусульманами, а некоторые причисляют их к Ахмадийской Мусульманской Общине и используют в отношении них термин «Кадиани». Они называют их веру «Кадианизмом». Однако мусульмане — ахмади отвергают эти названия, считая их уничижительными. Тем не менее, члены Лахорского движения Ахмадийя, называют себя мусульманами — ахмади из Лахора. Они считают себя полностью отделёнными от основной части мусульман — ахмади.
Поскольку убеждение Лахорского движения Ахмадийя относительно статуса Мирзы Гулама Ахмада и завершённости пророчества на Мухаммаде ближе к традиционной исламской мысли, литература, изданная этим движением, нашла большой отклик среди мусульманской интеллигенции,. Некоторые ортодоксальные исламские ученые считают членов Лахорского сообщества — мусульманами.

## Европа

### Великобритания
В 1913 году, в Уокинге (близ Лондона) была основана миссия Лахорского движения Ахмадийя. Там же была построена мечеть «Шах Джахан», которая принадлежала Лахорскому движению Ахмадийя до 1960 года. Коран был переведён на английский язык Мауляной Мухаммадом Али.

### Германия
Берлинская Мечеть была построена в 1924/27 годах
Арабско-немецкое издание Корана была подготовлена Мауляной Садруддином

### Нидерланды
Малочисленные общины в Нидерландах находятся в Амстердаме, Гааге, Роттердаме и Утрехте. 3 июня 2006 года королева Нидерландов Беатрикс посетила Мечеть Мубарак в честь 50-летия здания.

### Положение Лахорского движения Ахмадийя
Главное различие в убеждениях, которые привели к образованию Лахорского движения Ахмадийя, состоят в следующем. Лахорские ахмади полагают, что Пророк Мухаммад является последним из пророков, и что после него не должно было быть никакого пророка. То есть, ни прошлого, как Иисус, и ни нового. Они считают, что Мирза Гулам Ахмад упоминается как пророк, только в метафорическом смысле этого слова, а не в реальном и техническом значении, как оно используется в исламской терминологии. В отличие от них, Ахмадийская Мусульманская Община убеждена в том, что Пророк Мухаммад был последним законодательным пророком, и после него могут приходить только такие пророки, которые не несут нового свода законов. Они считают Мирзу Гулама Ахмада пророком, (со всеми качествами пророка, подобного Иисусу), но подчиненного Мухаммаду.

### Демография
Надежных статистических данных Лахорского движения Ахмадийя, по всему миру, не существует. Однако источники полагают, что по сравнению с Ахмадийской Мусульманской Общиной, численность Лахорского Движения Ахмадийя относительно низкая. В частности, полагается, что в Пакистане численность Лахорских ахмади колеблется между 5000 и 10000 и, возможно, до 30 000 человек по всему миру. Таким образом, они составляют менее 0,1 % мирового населения.